# Myeloconis erumpens
Myeloconis erumpens är en lavart som beskrevs av P. M. McCarthy & Elix. Myeloconis erumpens ingår i släktet Myeloconis och familjen Myeloconidaceae.   Inga underarter finns listade i Catalogue of Life.